# Mário Viegas Carrascalão

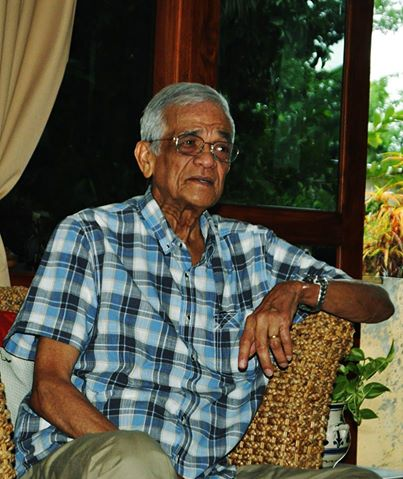
Mário Carrascalão (2017)

Mário Viegas Carrascalão (* 12. Mai 1937 in Uai-Tali-Bu'u, Venilale/Portugiesisch-Timor; † 19. Mai 2017 in Motael, Dili, Osttimor) war ein osttimoresischer Politiker. In der Kolonialzeit setzte er sich für eine größere Autonomie von Portugal ein. Während der indonesischen Besatzungszeit war Carrascalão vom 18. September 1983 bis Juni 1992 Gouverneur der Provinz, die nun Timor Timur genannt wurde. und politischer Berater des indonesischen Präsidenten Bacharuddin Jusuf Habibie im Jahr 1999. Ab dem Übergang in die Unabhängigkeit Osttimors war Carrascalão von 2000 bis 2008 Vorsitzender der Sozialdemokratischen Partei (PSD). Vom 22. Januar 2009 bis zum 6. September 2010 war er zweiter Vize-Premierminister.

## Werdegang

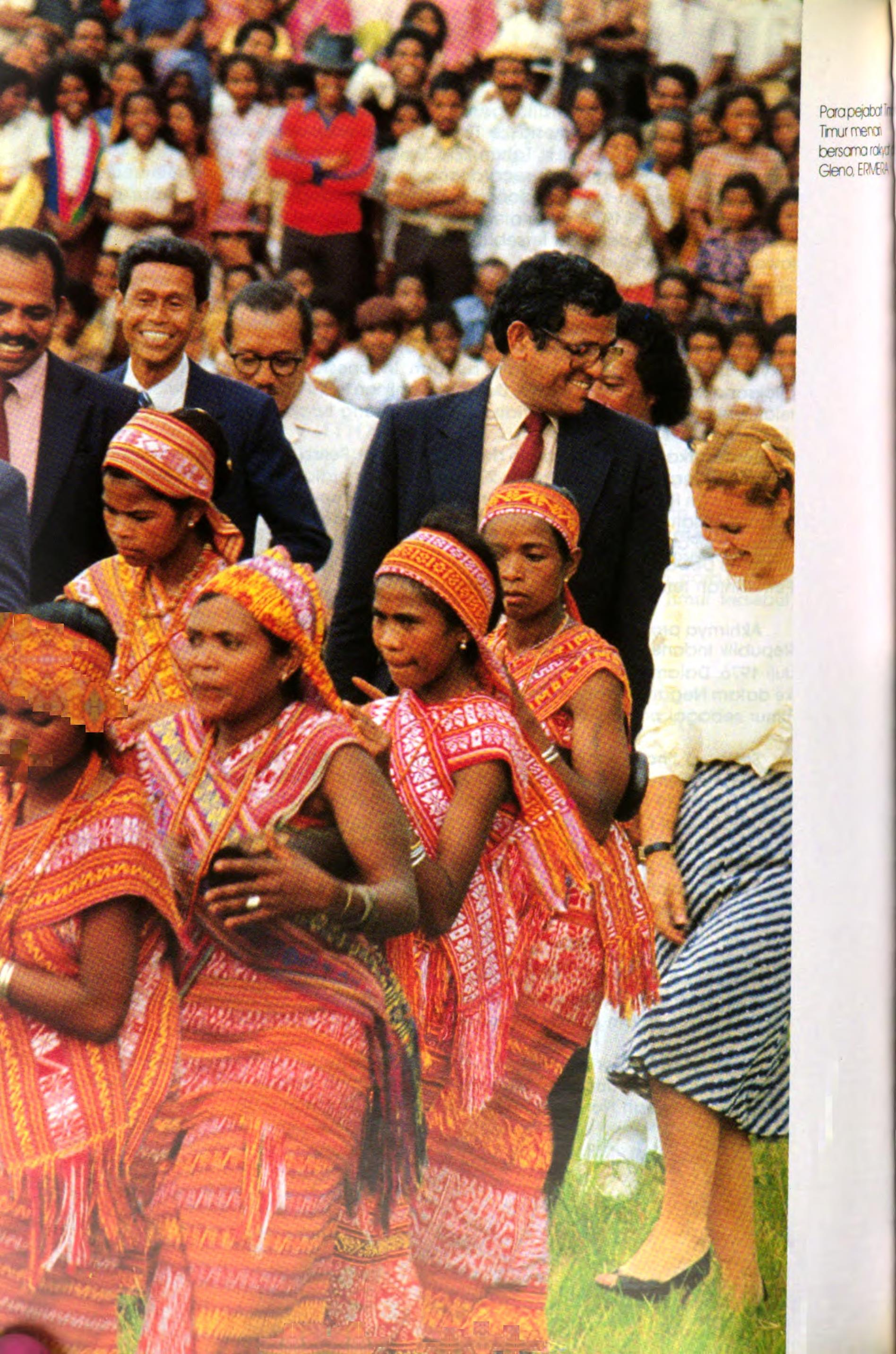
Mário Viegas Carrascalão (mit roter Krawatte), 1986

Geboren wurde er als fünftes von 14 Kindern des portugiesischen Exilanten Manuel Viegas Carrascalão und einer Einheimischen. Mário kam aufgrund der japanischen Besetzung Timors im Zweiten Weltkrieg erst mit 14 Jahren zur Schule. Er besuchte das Liceu Dr. Francisco Machado in der Kolonialhauptstadt Dili, absolvierte die Klassen 1 bis 4 der Grundschule in nur einem Jahr und ging für den Abschluss der Sekundarstufe an das Liceu Camões in Lissabon. Er durfte danach ohne weitere Prüfung auf das Instituto Superior de Agronomia wechseln, wo er Forstwirtschaft studierte. Von ihm stammt die erste Studie über die portugiesische Kiefer.
Nach seiner Rückkehr nach Portugiesisch-Timor wurde Carrascalão Leiter des landwirtschaftlichen Dienstes und war bis zur Nelkenrevolution der Vorsitzende der Acção Nacional Popular (ANP) in Portugiesisch-Timor, der portugiesischen Einheitspartei. Bei Sport Dili e Benfica war er Fußballspieler. Mit der Nelkenrevolution 1974 kündigte sich für Osttimor die Unabhängigkeit an. Mit seinen Brüdern Manuel und João gründete Mário Carrascalão die União Democrática Timorense (UDT, Demokratische Union Timor), die erste politische Partei Osttimors. Mário war Gründungspräsident, musste aber auf Druck portugiesischer Offiziere sein Amt an Francisco Lopes da Cruz abgeben, da Mário zu enge Beziehungen zur alten Diktatur nachgesagt wurden.
Die UDT befürwortete eine enge Bindung an die frühere Kolonialmacht Portugal oder wie sie in Tetum sagten: „mate bandera hum“ – im Schatten der portugiesischen Flagge. Schließlich unterstützte die UDT eine schrittweise Heranführung an die Unabhängigkeit. Am 11. August 1975 versuchte die UDT mit einem Putsch an die Macht zu kommen, doch die FRETILIN konnte sich in den Straßenkämpfen in Dili durchsetzen. Carrascalão floh nach Atambua in Indonesien und unterstützte dort nun den Anschluss Osttimors an den Nachbarstaat. Nur wenige Tage nach der Unabhängigkeitserklärung durch die FRETILIN besetzte Ende des Jahres Indonesien das Land. Carrascalão war einer der osttimoresischen Politiker, die unter Anleitung der Indonesier die Annexion nachträglich beantragten.
Zwischen 1977 und 1981 arbeitete Carrascalão als Diplomat für das indonesische Außenministerium bei den Vereinten Nationen in New York. Carrascalão wurde für die Regierungspartei Golkar Abgeordneter im Rat der Volksrepräsentanten der Provinz (indonesisch Dewan Perwakilan Rakyat Daerah DPRD) und schließlich indonesischer Gouverneur Osttimors. Als Gouverneur machte er verschiedene Menschenrechtsverletzungen der indonesischen Besatzungsmacht in Osttimor auf und prangerte sie öffentlich an. Er leitete Informationen über Menschenrechtsverletzungen ins Ausland und unterstützte die Arbeit der Exil-Osttimoresen. In seine Amtszeit fällt auch das Santa-Cruz-Massaker am 12. November 1991. Carrascalão berichtete unter anderem von geheimen Exekutionen durch indonesische Soldaten infolge des Massakers. Als erster Gouverneur versuchte er auch direkte Verhandlungen mit dem bewaffneten Widerstand. Zweimal traf er den FALINTIL-Kommandanten Xanana Gusmão, 1983 in Lariguto und 1990 in Ariana.
Von 1993 bis 1997 war Carrascalão indonesischer Botschafter in Rumänien. 1999 wurde er politischer Berater des indonesischen Präsidenten Jusuf Habibie. Im August des Jahres konnten die Osttimoresen schließlich über ihre Unabhängigkeit abstimmen und entschieden sich mit großer Mehrheit dafür. Carrascalão wurde Vizepräsident des Conselho Nacional de Resistência Timorense (CNRT), dem damaligen Dachverband der osttimoresischen Parteien und Organisationen.

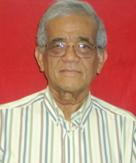
Mário Viegas Carrascalão (2007)

2001 wurde Carrascalão in die Verfassunggebende Versammlung gewählt, aus der mit der Unabhängigkeit Osttimors das Nationalparlament Osttimors wurde. Carrascalão gab aber noch während der Legislaturperiode seinen Sitz auf. Von 2005 bis 2007 war Carrascalão Mitglied des Staatsrats. Mit den Parlamentswahlen in Osttimor 2007 zog er wieder als Abgeordneter in das Parlament ein. Hier war er Mitglied der Kommission für Landwirtschaft, Fischerei, Forstwirtschaft, Natürliche Ressourcen und Umwelt (Kommission D). Bis zum 7. Dezember 2008 war Carrascalão Vorsitzender der Mitte-rechts orientierten Sozialdemokratischen Partei PSD, trat aber zur Neuwahl nicht mehr an. Sein Nachfolger wurde der Außenminister Zacarias da Costa. Am 22. Januar 2009 wurde Carrascalão von Premierminister Xanana Gusmão zum zweiten Vizepremierminister neben José Luís Guterres ernannt. Er sollte sich um Teile der Verwaltung kümmern, gegen die in den vorangegangenen Monaten Korruptionsvorwürfe laut geworden waren. Gleichzeitig gab Carrascalão erneut seinen Sitz im Nationalparlament ab. In der Folge kam es immer wieder zum Streit zwischen Carrascalão und Gusmão. Schließlich reichte Carrascalão am 6. September 2010 seinen Rücktritt ein, nachdem Gusmão ihn öffentlich als dumm und inkompetent bezeichnet hatte. Carrascalão kehrte bis zur Neuwahl 2012 wieder in das Parlament zurück, bei der er nicht mehr antrat.

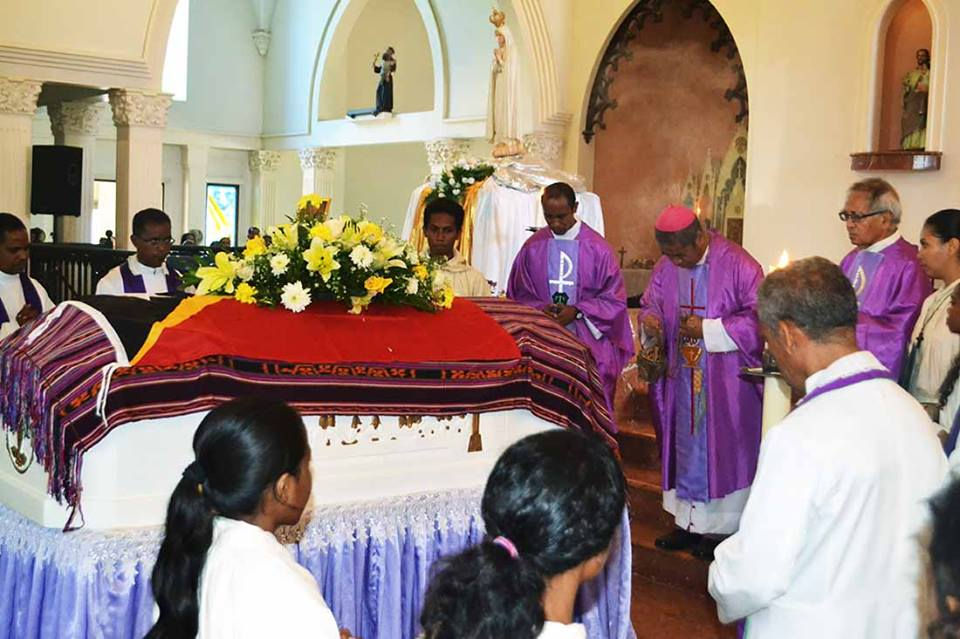
Trauerfeier für Carrascalão in der Kathedrale von Dili

Nur wenige Tage nach seinem 80. Geburtstag starb Mário Viegas Carrascalão 2017 in Dili. Er erlitt am Steuer seines Wagens in Dilis Stadtteil Farol einen Herzinfarkt und fuhr mit dem Wagen gegen einen Laternenpfahl. Die Ärzte im Hospital Nacional Guido Valadares konnten nur noch seinen Tod feststellen. Am Tag zuvor hatte Staatspräsident Taur Matan Ruak ihm noch in einer Zeremonie den Colar da Ordem de Timor-Leste verliehen, Osttimors höchsten Orden. Nach einem Präsidentendekret sollte Carrascalão auf dem Heldenfriedhof in Metinaro beerdigt werden, seine Familie entschied sich aber für den Familienfriedhof in Liquiçá als letzten Ruheort.

## Veröffentlichungen
- Timor, Antes do Futuro. Livraria Mau Huran, Dili 2006.